# Ulises Ortegoza
Diego Ulises Ortegoza (* 19. April 1997 in San Nicolás de los Arroyos) ist ein argentinisch-chilenischer Fußballspieler. Der defensive Mittelfeldspieler ist seit Oktober 2024 chilenischer Nationalspieler.

## Karriere

### Verein
Ulises Ortegoza kam mit 21 Jahren in den Profifußball zum CA Los Andes in der dritten argentinischen Liga, nachdem er zuvor im Amateurfußball gespielt hatte. Im Januar 2022 wechselte er zu Zweitligist Gimnasia de Mendoza und nach einem halben zum CA Talleres aus der argentinischen Primera División.

### Nationalmannschaft
Ortegoza wurde in die Vorauswahl des Kaders zur Copa América 2024 von Chile genommen, schaffte es aber nicht in den finalen Turnierkader von Trainer Ricardo Gareca. Im Rahmen der Qualifikationsspiele zur Weltmeisterschaft 2026 im Oktober 2024 wurde er erneut nominiert und debütierte bei der 0:4-Niederlage gegen Kolumbien, als er in der 84. Spielminute für Erick Pulgar eingewechselt wurde.

## Erfolge
Tallares
- Supercopa Internacional: 2023